# Musbury
Musbury är en ort och civil parish i Storbritannien.   Den ligger i grevskapet Devon och riksdelen England, i den södra delen av landet, 220 km väster om huvudstaden London. Musbury ligger 15 meter över havet och antalet invånare är 543.
Terrängen runt Musbury är varierad. Musbury ligger nere i en dal.  Närmaste större samhälle är Bridport, 19,3 km öster om Musbury. 